# Bela Pratapgarh
Bela Pratapgarh (även kallad bara Pratapgarh) är en stad i den indiska delstaten Uttar Pradesh, och är den administrativa huvudorten för distriktet Pratapgarh. Staden hade 76 133 invånare vid folkräkningen 2011, med förorter 90 334 invånare.